# Драгоман (город)
Драгоман (болг. Драгоман) — город в Болгарии. Находится в Софийской области, входит в общину Драгоман. Население составляет 3343 человека.

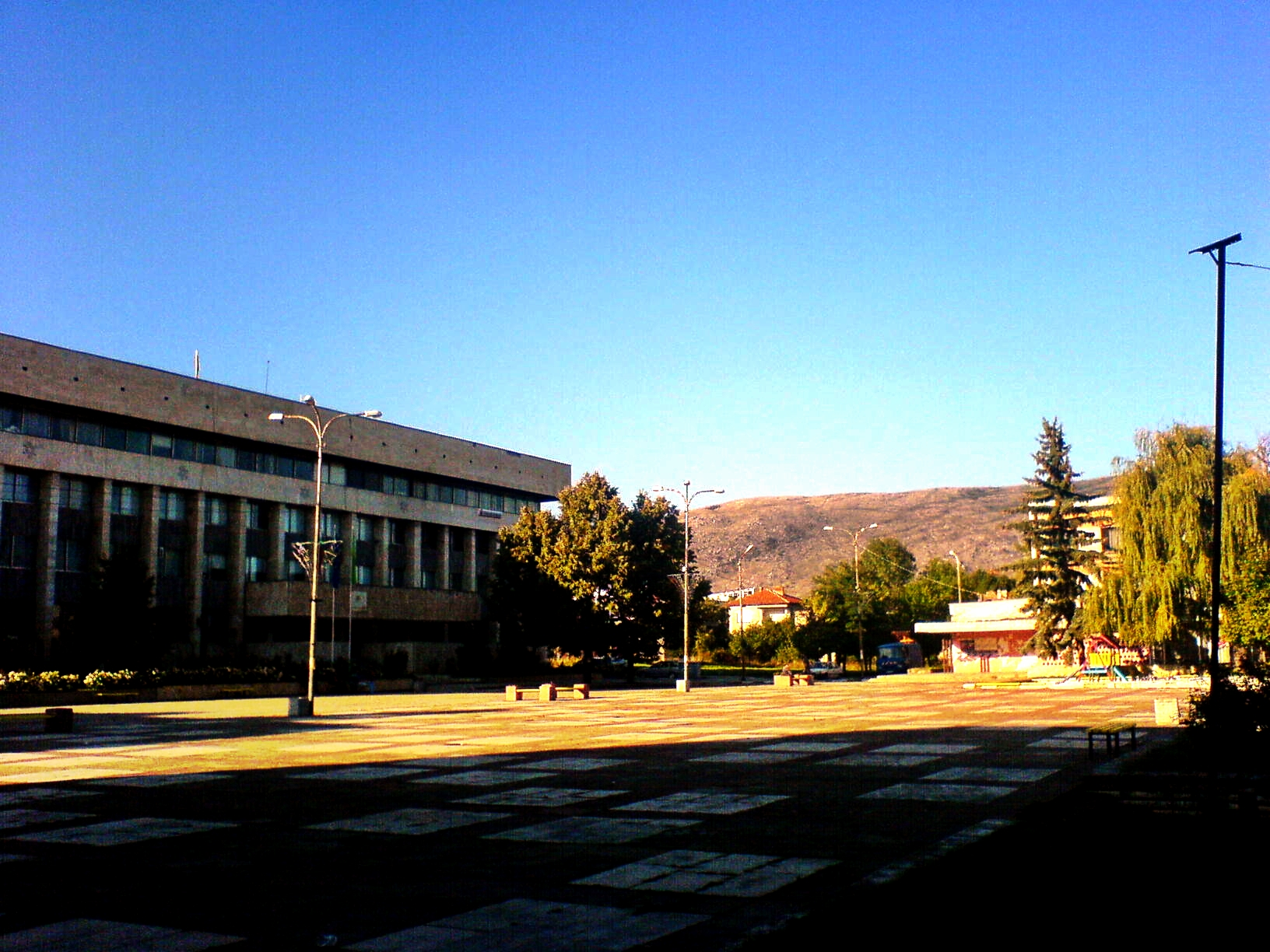

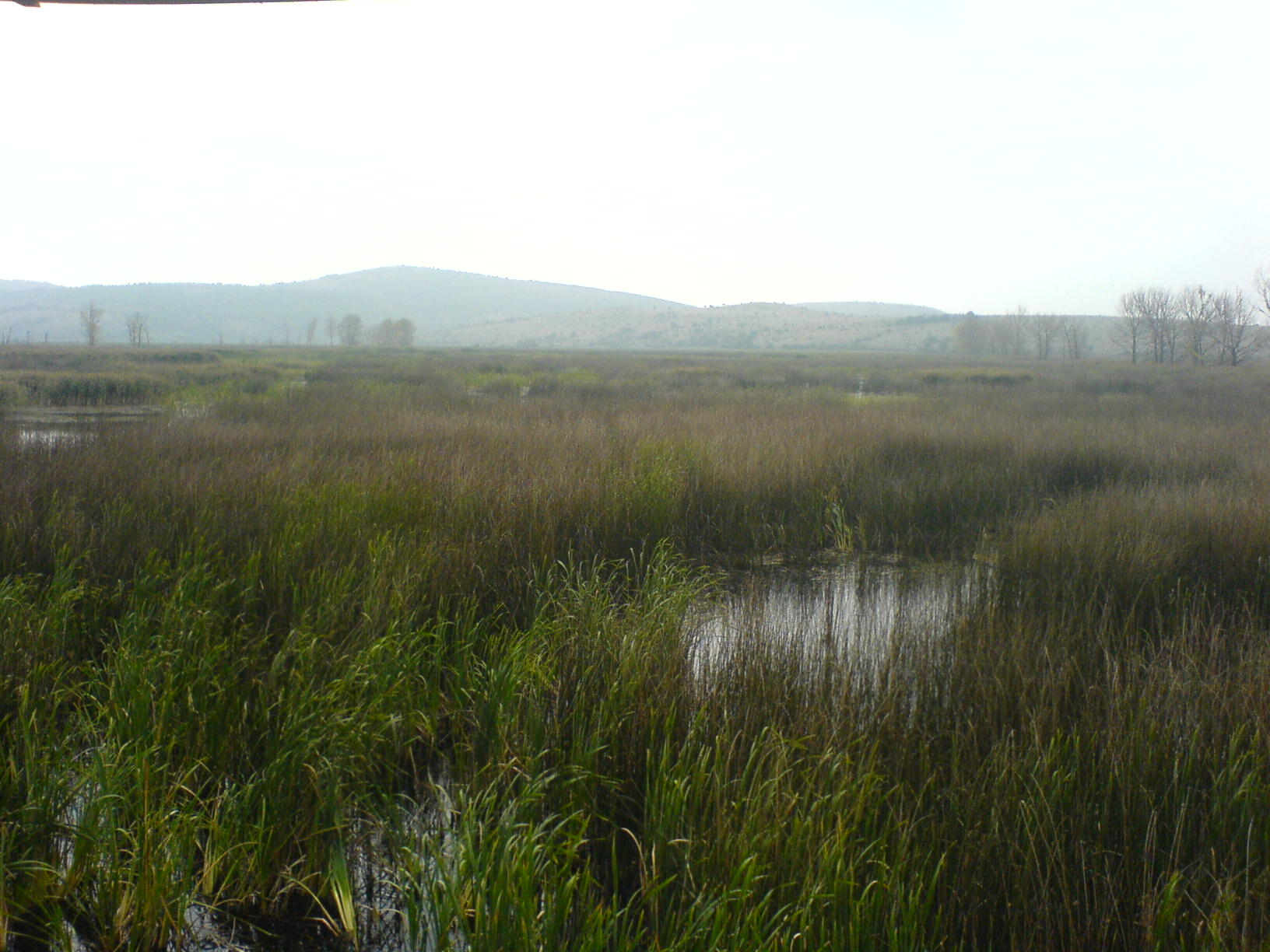

## География
Драгоман находится в 36 км северо-западнее от города София и в 15 км  от государственной границы Республики Сербии.

## Экономика
На территории города имеются следующие предприятия:
- "KONTAKTNI ELEMENTI" (болг. "КОНТАКТНИ ЕЛЕМЕНТИ" АД) – компания по производству биметаллических электрических контактов и серебряных припоев, ПОС-40, ПОС-50, ПОС-60, анодов из цинка и олова. Предприятие основано в 1980 г.
- "Драгоман – ЕЛ" ЕООД – компания по производству электромеров.
- Шахта "Бели брег" находится в селе  Габер, занимается добычей угля.
- "Минна компания" ЕООД находится в селе Габер, занимается переработкой старых автомобильных шин.

## Политическая ситуация
С 2007 по 2011 г., кмет (мэром) общины Драгоман была Соня Стоянова Дончева (Болгарская социалистическая партия (БСП)).
С 8 ноября 2011 г., мэр общины Драгоман — Андрей Алексиев Иванов. Политическая партия — Граждане за европейское развитие Болгарии, сокращённо ГЕРБ.

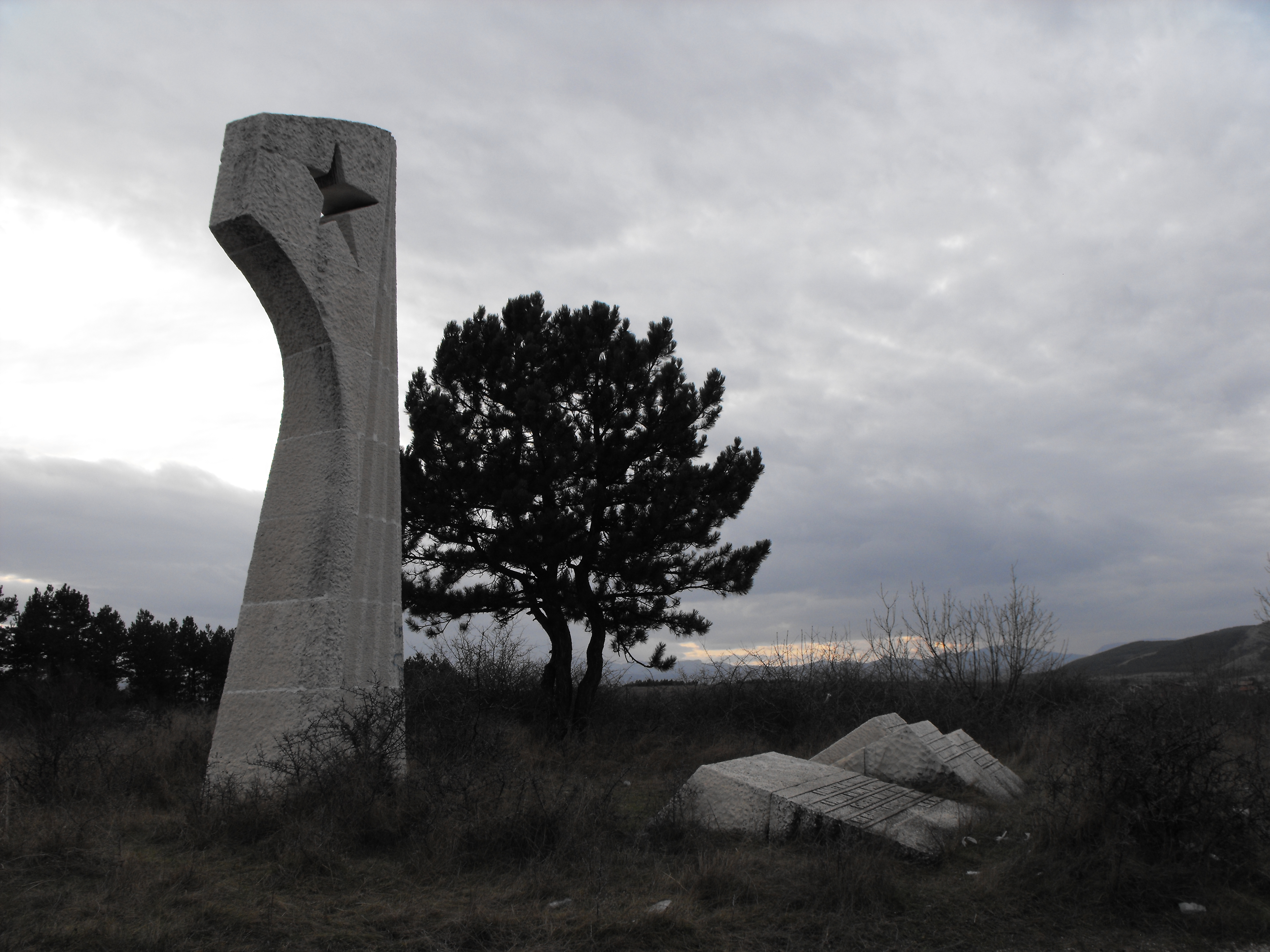
Мемориал советским лётчикам, погибшим 26 сентября 1944 года